# Leskovica, Slovenien
Leskovica är en by i kommunen Gorenja vas-Poljane i nordvästra Slovenien. Enligt folkräkningen år 2019 hade Leskovica 93 invånare.

## Etymologi och geografi
Namnet Leskovica kommer sannolikt ifrån förekomsten av hassel (slovenska: Navadna leska) i området.
Nordost om Leskovica finns berget Blegoš, den näst högsta toppen i Škofja Loka-bergen. Tack vare det är området mycket populärt bland slovenska turister, vandrare och cyklister.

## Historia
Leskovica omnämns först i skrift år 1291.
Meteorologen Janez Vakselj grundade 1895 en väderstation i Leskovica, bara månader innan sin död. Stationen är fortfarande i bruk.
Före andra världskriget låg Leskovica på gränsen mellan Italien och Serbernas, kroaternas och slovenernas kungarike. Flera byar som ligger på gångavstånd från Leskovica tillhörde då Italien, bland dem Podpleče, Gorenji Novaki, Krnice och Robidnica. Gränsen mellan de båda nationerna låg alltså i praktiken mellan Laze och Leskovica, två byar med 10 minuters gångavstånd. Äldre människor säger att det var en svår tid att överleva, eftersom de ofta levde i rädsla och fattigdom. Det fanns ett värdshus och en affär i staden, som inte längre finns kvar på grund av konkurrensen från de större butikerna som bland annat SPAR och den goda förbindelsen med dalen från större orter. Privatpersoner och bönder säljer istället egna produkter som egenföretagare.
1994 fick Leskovica ett vattenförsörjningssystem och en asfalterad väg från Kopačnica till början av byn, och den första asfalten inuti Leskovica lades 1998.

## Sankt Ulriksskyrkan

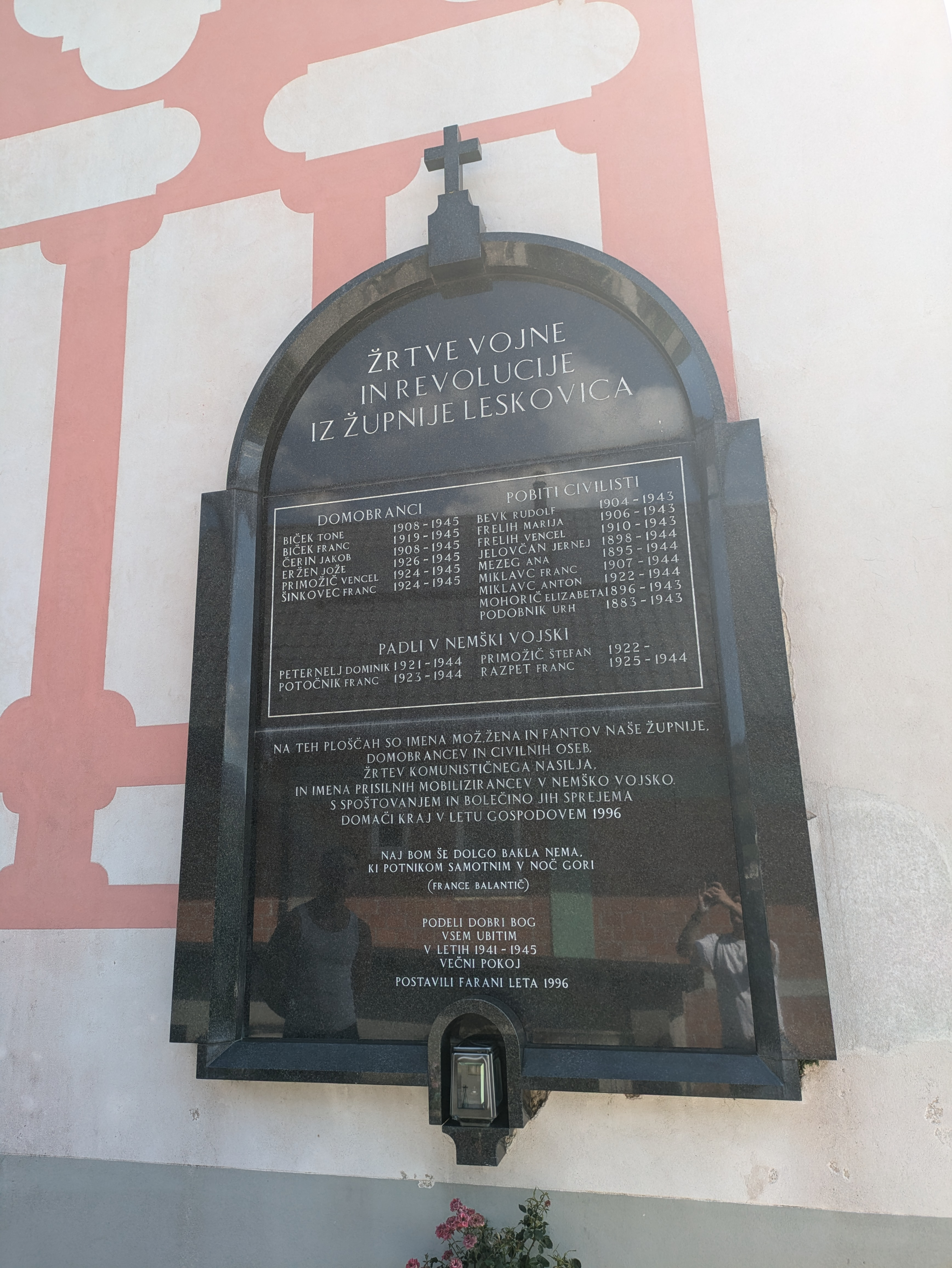
Bronsplakat på kyrkans exteriör som hedrar krigsoffer från byn.

I byn finns Sankt Ulrikskyrkan (slovenska: Cerkev sveti Urh), tillägnad Udalricus. Den första kyrkan byggdes redan år 1517. Kyrkan som byggdes 1517 var tillägnad en biskop i Aquileia och invigdes av Daniel de Rubeis från patriarkatet av Aquileia. Den nuvarande kyrkan, dedikerad till Sankt Ulrik byggdes på samma plats cirka 1634. Kyrkan har genomgått flera renoveringar, 1735, 1853, 1973 och 2001. Kyrkans församling grundades 1853.
Högaltaret är gjort av sten, år 1879 av Janez Vurnik. Altartavlan av skyddshelgonet Udalricus är ett tidigt verk av den ansedda impressionistiske målaren Ivan Grohar. Korsvägen målades 1881 av Štefan Šubic. Den nuvarande orgeln tillverkades 1941 av Franc Jenko. Trappan upp till samt väggen intill kyrkan är bland de äldsta produkterna som tillverkats av marmor från Hotavlje. I klocktornet finns tre bronsklockor.
Vid Sankt Ulrikskyrkan finns en kyrkogård, ett bårhus och en minnestavla över stupade soldater i andra världskriget. Det finns även en kör i församlingen. Längs vägen till Leskovaca finns det tre kapell.
På huvudaltaret finns I mitten kyrkans skyddshelgon, Sankt Ulrik. På hans högra sida står Petrus, och till vänster Andreas, Jesus apostlar och bröder. Högst upp avbildas Jesus på korset, med Aposteln Johannes och Jungfru Maria bredvid sig. På höger sidoaltare återfinns Den helige Antonius i mitten, med biskopen Wolfgang Regensburški (934–994) av Tysk-romerska riket på sin högra sida och helgonet Sebastian på vänster sida. Högst upp finns Jesu heliga hjärta. Framför sakramentshuset finns med inskriptionen Leskovica i versal text tillsammans med siffran 19, vilket symboliserar antalet soldater och partisaner från byn som dödats under och efter andra världskriget. På vänster sidoaltare finns en avbildning tillägnad Sällskapet för Vår Fru av det Heliga Hjärtat (en katolsk titel för den välsignade unga Jungfru Maria) framför Jesus avbildad pekandes på sitt hjärta. Till höger står Sankt Josef med Jesu barn i sin famn och till vänster står Joakim, far till Jungfru Maria. Högst upp på altaret finns en målning av Marias hjärta, omgivet av blommor men spetsat av ett svärd.
Längs väggarna finns korsvägsstationerna. I taket finns en bild av en duva – en symbol för Nikolaus. Nedanför koret finns biktstolen, och på koret finns orgeln.

### Galleri av kyrkan

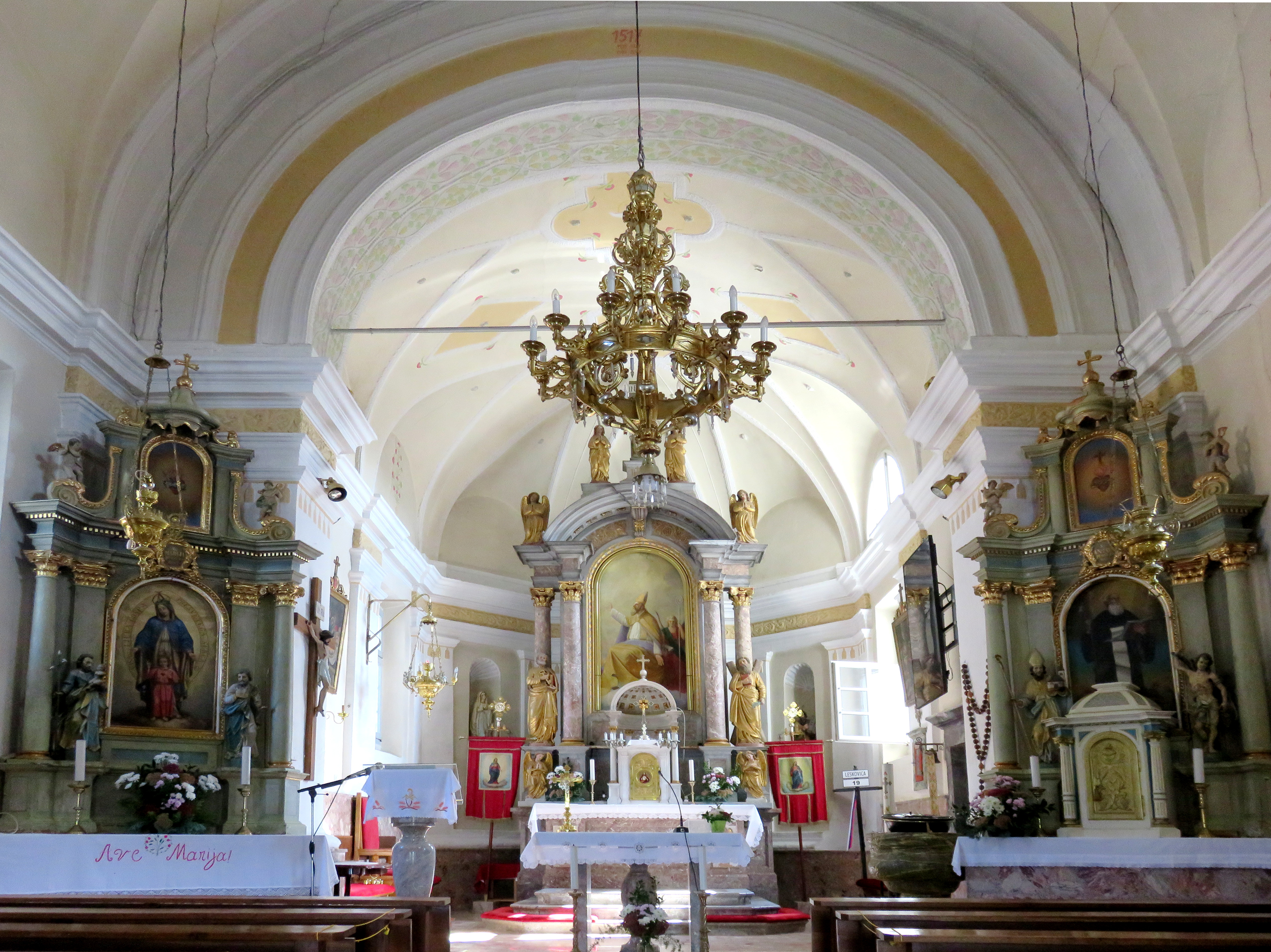
Kyrkans interiör, kor och altare, 2020.
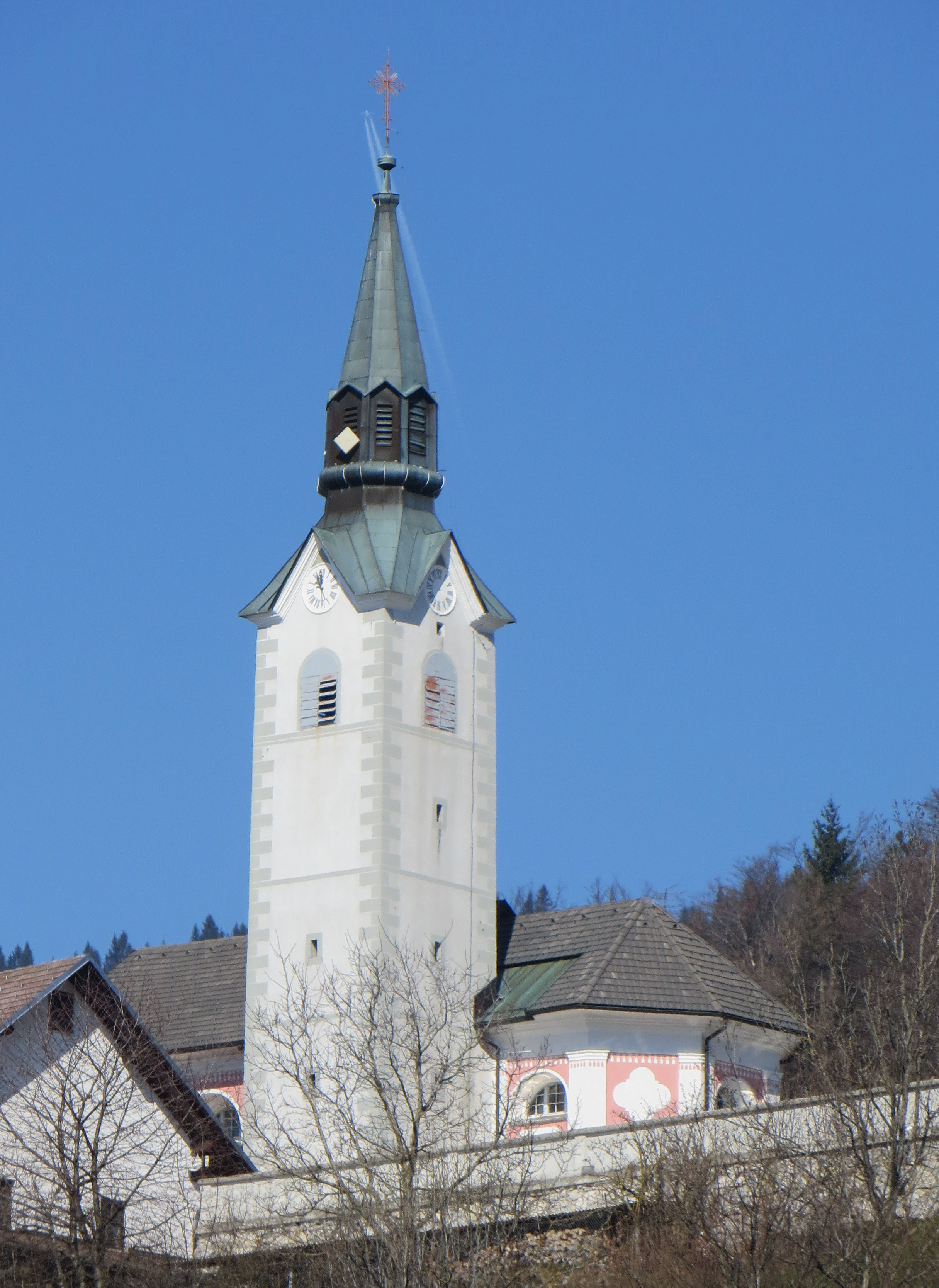
Kyrkans klocktorn, 2020.
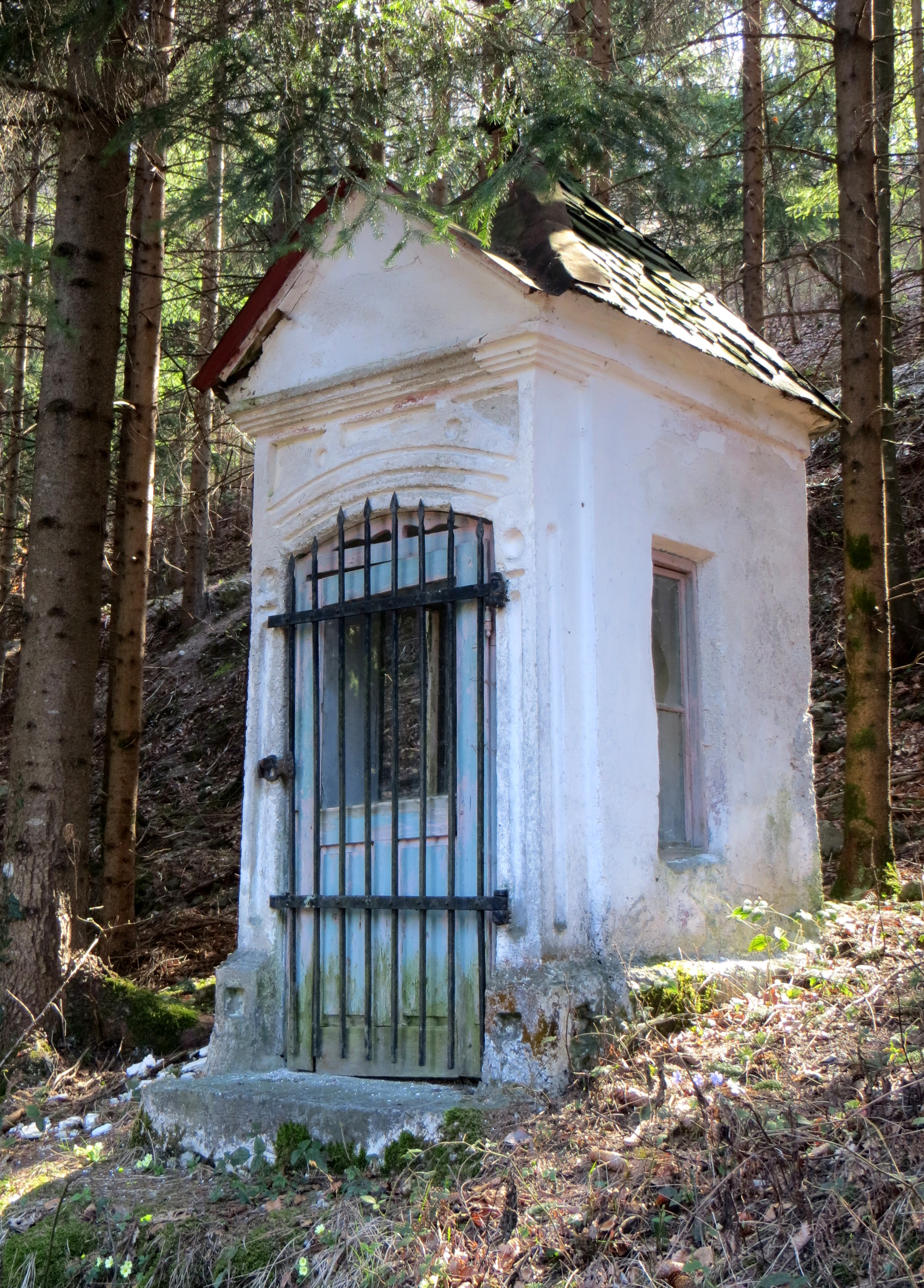
Kapell längs vägen till Leskovica, 2020.
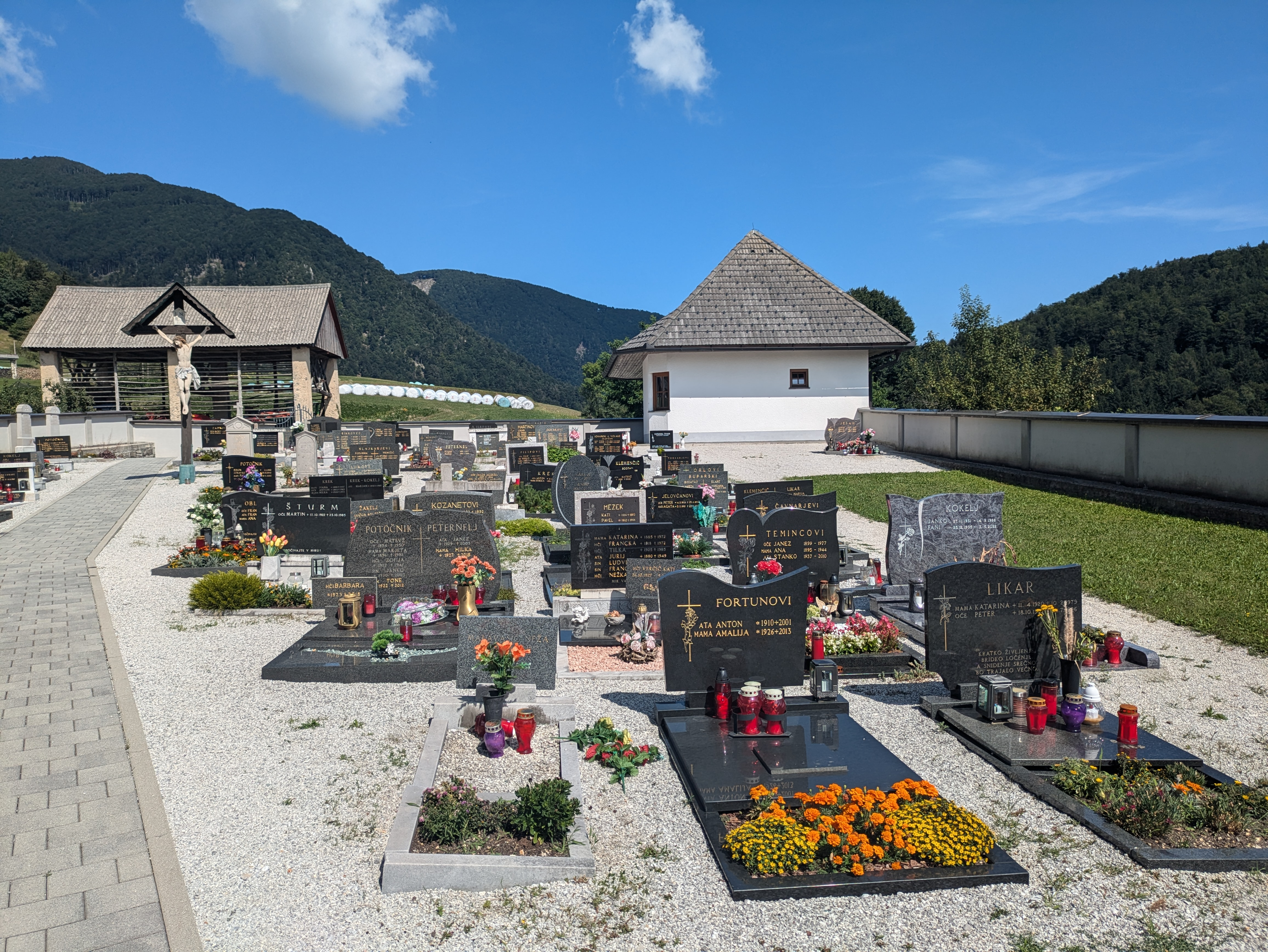
Sydöstra delen av kyrkogården, augusti 2024
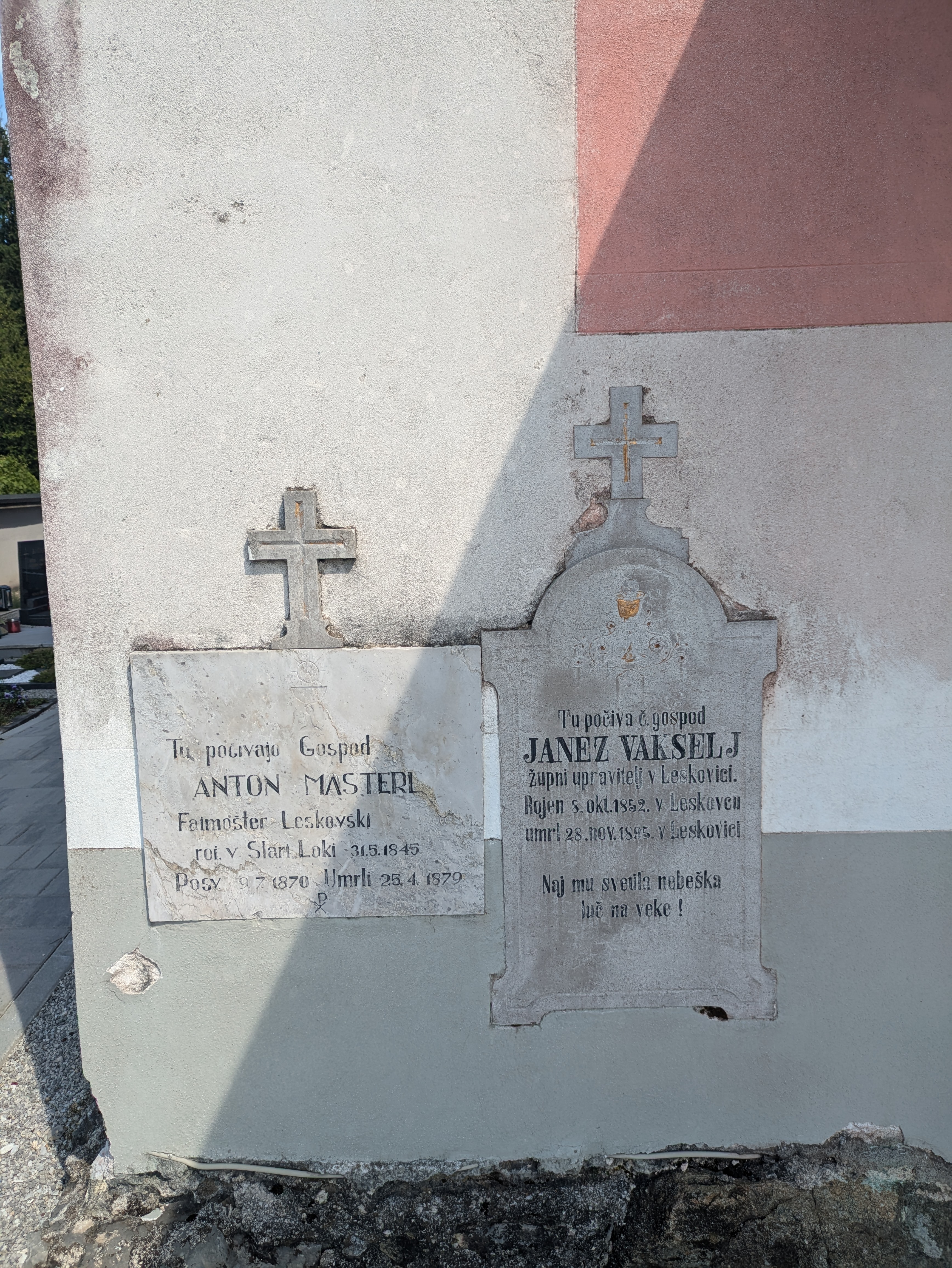
Prästen Anton Masterl (1845–1879) och meteorologen Janez Vakselj (1852–1895) ligger begravda innanför kyrkans väggar.

## Samhälle och infrastruktur
Det finns även en restaurang strax söder om byn på vägen mot Studor, vid namn Gostilna Metka, som har öppet mellan onsdagar och söndagar. Mellan 1962 och 1990 var gruvdrift till stor del ansvarig för byn och områdets ekonomi, tack vare en närliggande gruva för utvinning av uran, grundad av Uranjek Marijan vid namn Žirovski Vrh. Nuförtiden ägnar sig byns invånare främst åt jordbruk, i byn finns också ett hantverksföretag, Izolaterstvo. Andra har jobb utanför byn i de större orterna Gorenja vas, Žiri, Škofja Loka, Kranj eller i huvudstaden Ljubljana.
Leskovica hade tidigare en filialskola, som stängde under 2000-talet på grund av för få barn, men på senare år har agerat bostad och aktivitetssal för evenemang dans och aerobics. Barnen i Leskovica får numera åka med minibuss till skolan i Gorenje vas (Ivan Tavčars grundskola).
Det finns tre vägar som leder till Leskovica, två från Hotavlje och en från Cerkno över kullarna vid Gorenji Novaki och Robodnica.

## Galleri

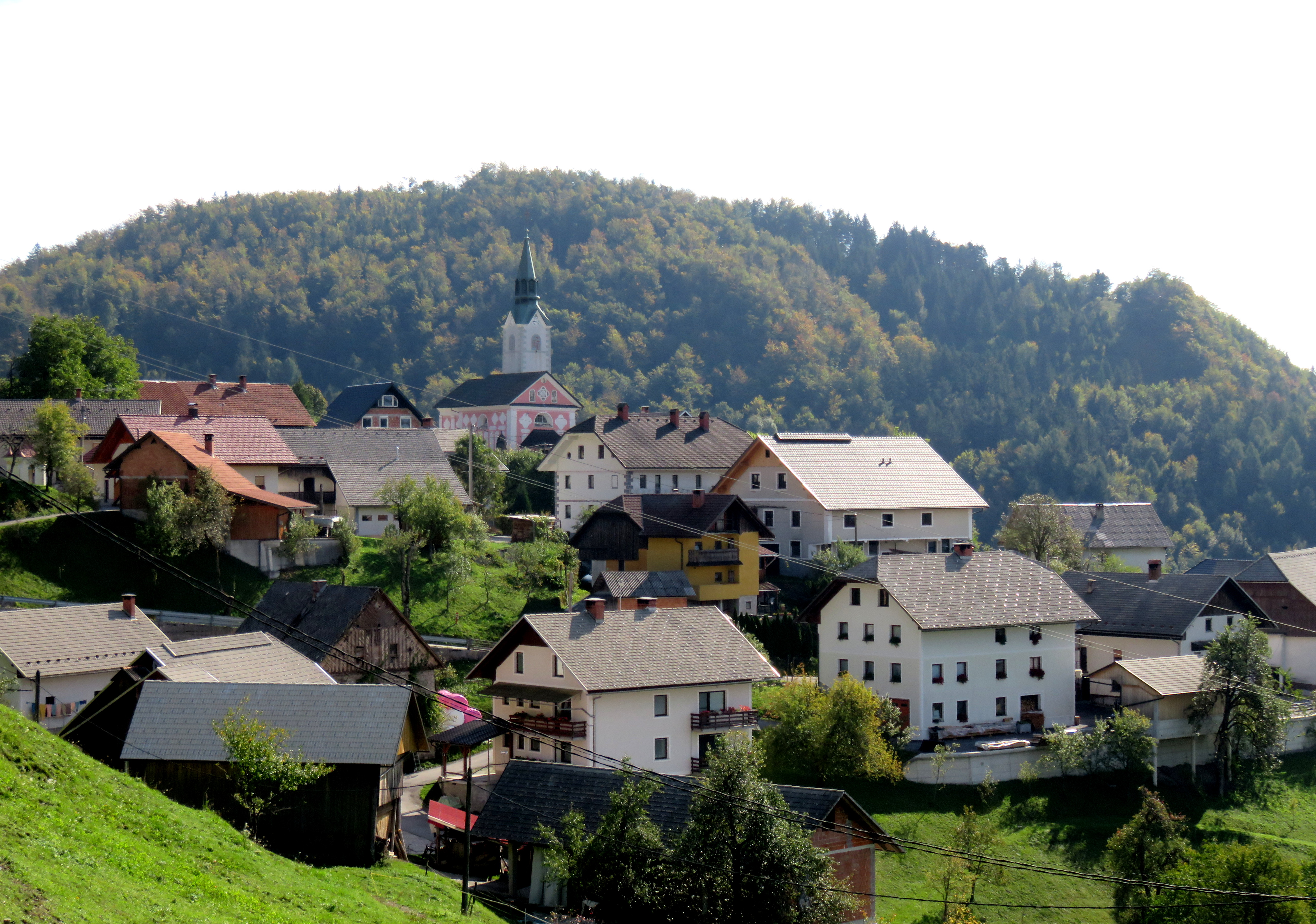
Leskovica, 2021.
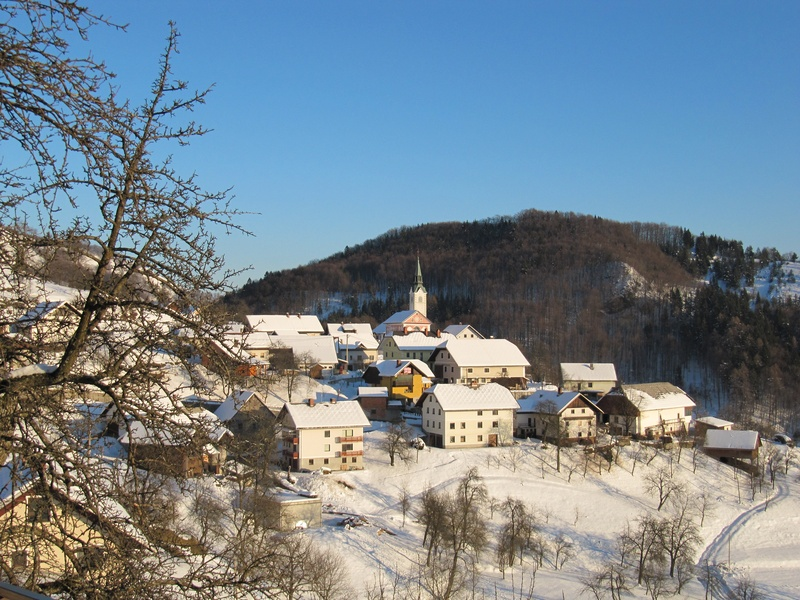
Vintertid, 2010.
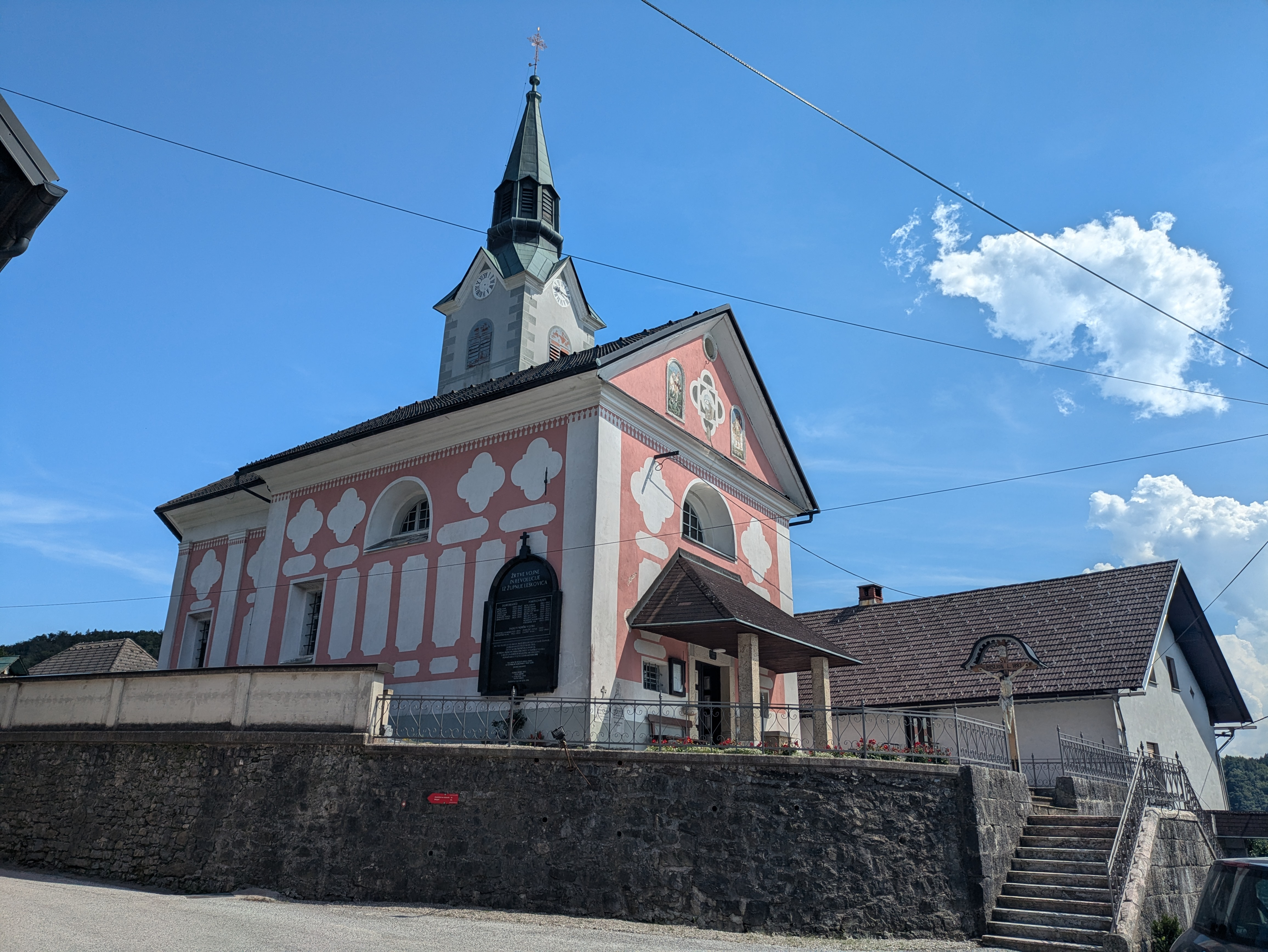
Sankt Ulrikskyrkan i Leskovica, 2024.
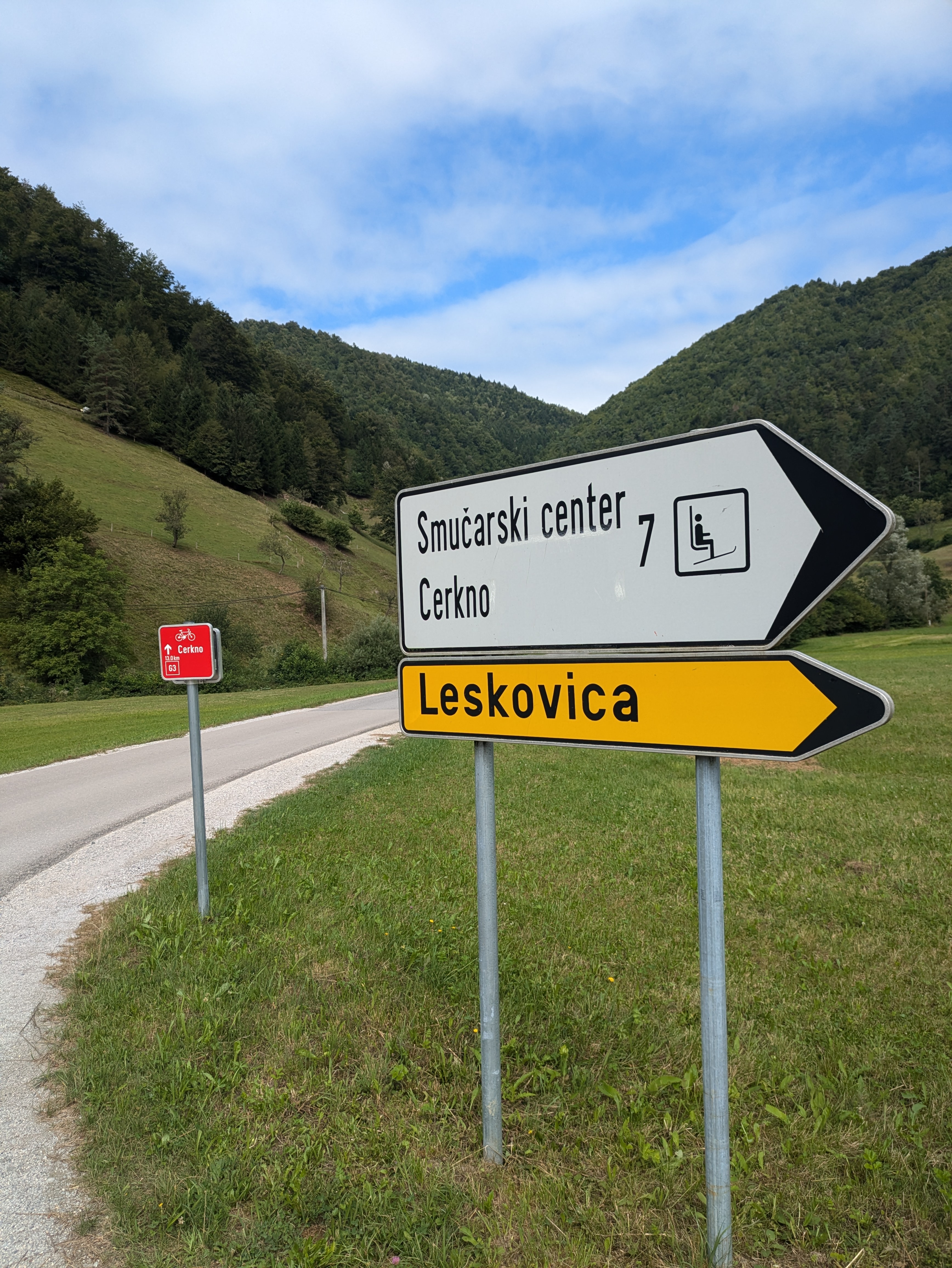
Vägskylt som pekar mot Leskovica i Kopačnica, mellan Leskovica och Hotavlje.
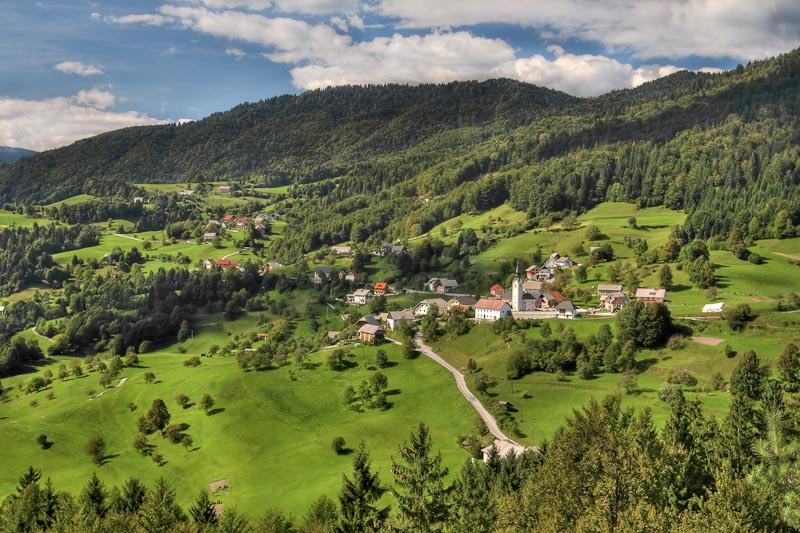
Utsikt över Leskovica från en närliggande kulle.